# 拉斯馬拉維亞斯 (新墨西哥州)
拉斯馬拉維亞斯（英語：Las Maravillas）是位於美國新墨西哥州巴倫西亞縣的普查規定居民點。

## 人口
根據2020年美國人口普查的數據，拉斯馬拉維亞斯的面積為2.62平方千米，皆為陸地。當地共有人口1604人，而人口密度為每平方千米612.21人。